# Lost Soul

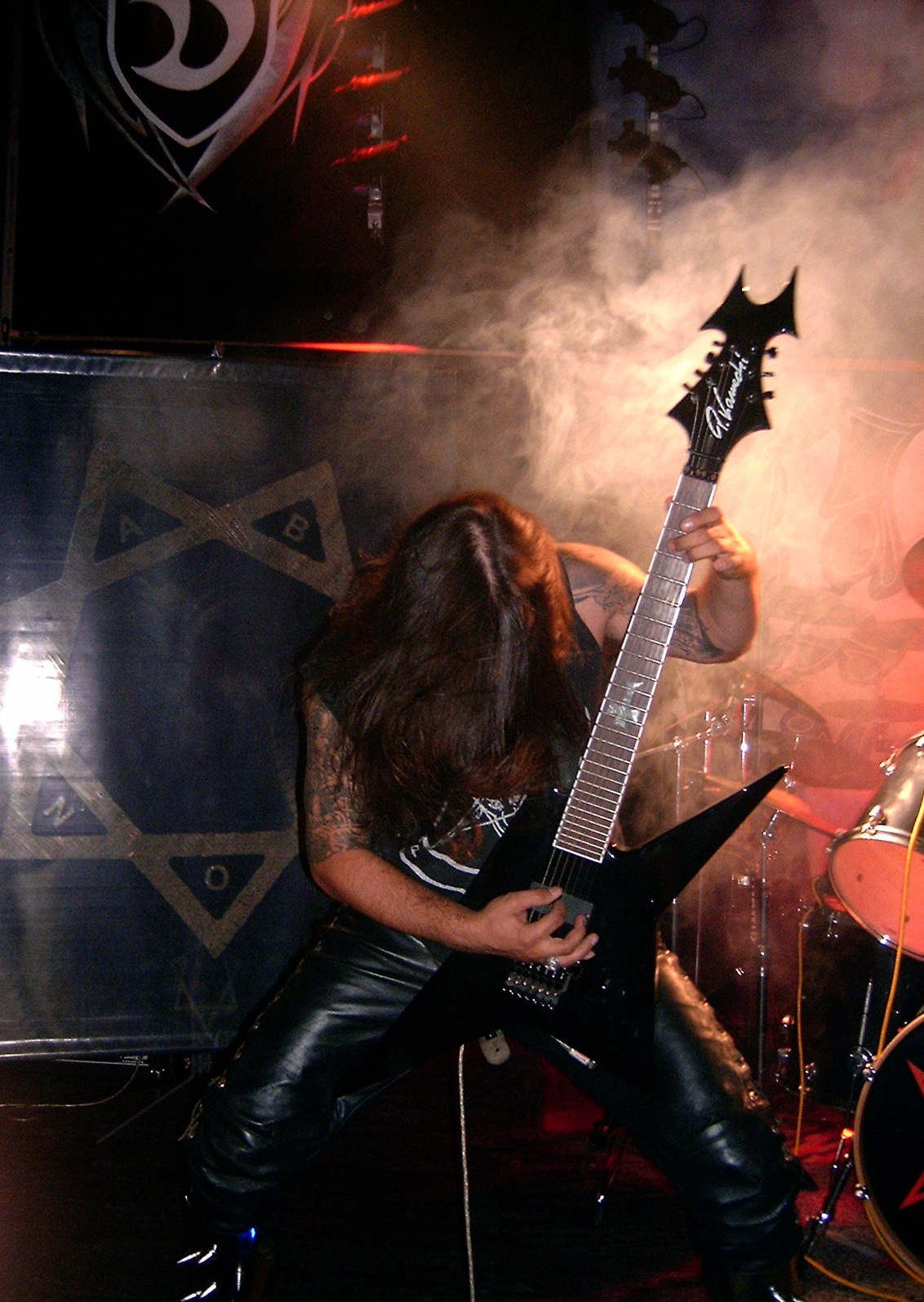
Piotr Ostrowski, 2005

Lost Soul é um banda de death metal da Polônia.

## História
Lost Soul foi fundada em 1991 pelo vocalista/guitarrista Jacek Grecki, baterista Adam Sierzega e baixista Tomasz Fornalski.
Como seu estilo tomou forma - uma combinação de brutalidade, suprema musicalidade e melodia - que cunhou o termo “Cruel Arte da Morte” para descrevê-la. Lost Soul gravou sua primeira fita demo, "Eternal Darkness", em 1993. A fita foi acompanhada de perto por uma segunda "Ignotum Superior", em 1994, que veio a ser considerado como uma das mais originais gravações polonesas de death metal daquele período. No ano seguinte, Lost Soul assinou com a Baron Records para lançar uma re-gravação de "Superior Ignotum", com duas faixas bônus a partir da primeira demo. Os membros do Lost Soul então tiveram um hiato, prosseguindo outros projetos, incluindo Hollow, Askalon, e Shemhamforash.
Em 1997, Lost Soul retornou com uma nova adição na formação - o guitarrista Piotr Ostrowski. No ano seguinte, eles entraram no Selani Studio em Olsztyn para gravar a nova demo  ... Now is Forever . Logo após Tomasz Fornalski deixou a banda e foi substituído por Krzysztof Artur Zagórowicz (também em Shemhamforash). Naquela época, a atividade de show da banda aumentou - Lost Soul tocou com Dying Fetus,  Monstrosity, Kataklysm e apareceu em festivais como Obscene Extreme Festival e Silesian Open Air.
Em 1999 ... Now is Forever foi lançado em um álbum de compilação, Disco's Out, Slaughter's In, lançado pela Novum Vox Mortis Records, além de Polish Assault, lançado pela Relapse Records um ano depois. Nesta época Tomasz Fornalski foi substituído pelo ex-baixista do Necrolatory, Krzysztof Artur Zagórowicz. Dentro de um curto período de tempo Lost Soul estavam tocando em shows com Dying Fetus, Deranged, Vader, Monstrosity, e Kataklysm, e foram capazes de pela primeira vez deixar Polônia, para tocar em festivais e shows por todo Leste da Europa.
Em 2000 participou das compilações "Disco's Out, Slaughter's In" da Mortis e "Polish Assault" da Relapse. Lost Soul finalmente gravou seu primeiro álbum de estúdio, em 2000, com o título de Scream of the Mourning Star, lançado através da Metal Mind na Polônia e Relapse ao longo de todo o resto do mundo.
Em maio de 2002 a banda assinou com a Empire Records, e gravou Übermensch (Death of God), no estúdio Wroclaw Tower produzido por Arek Malczewski (Behemoth, Devilyn). Com a força de "Ubermensch", Lost Soul assinou com a Osmose Productions da França no ano seguinte.
Após ter completado um mês de uma longa turnê em sua terra natal com o Vader, Lost Soul assinou um novo contrato, desta vez com a gravadora Wicked World em outubro de 2004, e, em 25 de fevereiro de 2005, lança o álbum Chaostream.
Mais tarde, se junta ao selo Witching Hour Productions, onde, em 6 de outubro de 2009, grava o álbum Immerse In Infinity (com um vocal diferente, lembrando o vocal em versão mais gutural do Piotr Wiwczarek, Vader, e um instrumental mais técnico e brutal, com uma enorme cadência de blast beats em andamentos muito rápidos).

## Membros

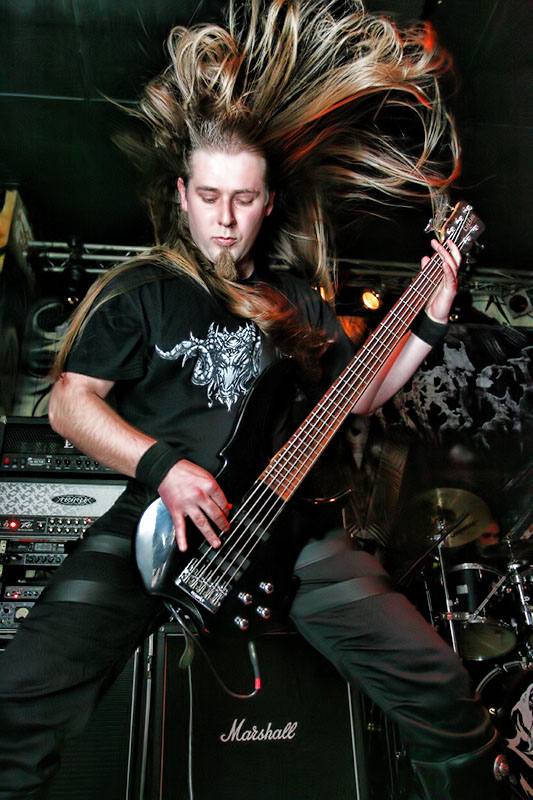
Damian Czajkowski, 2010

### Formação atual
- Jacek Grecki – guitarra, vocal (1990-)
- Damian Czajkowski – baixo (2004-)
- Krzysztof "Desecrate" Szałkowski - bateria (2008-)
- Dominik "Domin" Prykiel - guitarra (2009-)

### Ex-membros
- Piotr Ostrowski – guitarra
- Adam Sierżęga – bateria
- Tomasz Fornalski – baixo
- Krzysztof Artur Zagórowicz – baixo
- Paweł Michałowski – baixo

### Artistas convidados
- Barbara Kamieniak – teclado no álbum Übermensch (Death of God)

## Discografia

### Álbuns de estúdio
- Scream of the Mourning Star (2000)
- Übermensch (Death of God) (2002)
- Chaostream (2005)
- Immerse in Infinity (2009)

### Outros
- Eternal Darkness (1993)
- Superior Ignotum (1994)
- ...Now Is Forever (1998)
- Disco's Out, Slaughter's In (1999)
- Polish Assault (2000)